# Coverdale–Page
| 전문가 평가               | 전문가 평가 |
| 평가 점수                 | 평가 점수   |
| 출처                      | 점수        |
| ------------------------- | ----------- |
| AllMusic                  | [ 1 ]       |
| Chicago Tribune           | [ 2 ]       |
| Classic Rock              | [ 3 ]       |
| Entertainment Weekly      | D           |
| Lincoln Journal Star      | [ 5 ]       |
| Los Angeles Times         | [ 6 ]       |
| Metal Hammer              | 7/7         |
| The Philadelphia Inquirer | [ 8 ]       |
| Rock Hard                 | 9/10        |
| Rolling Stone             | [ 10 ]      |

《Coverdale–Page》(표기는 《Coverdale • Page》)는 영국의 가수 데이비드 커버데일과 기타리스트 지미 페이지의 협업 스튜디오 음반이다. 이 음반은 1993년 3월 15일, 유럽에서는 EMI에 의해, 3월 16일, 북미에서는 게펀 레코드에 의해, 3월 18일, 일본에서는 소니 뮤직 엔터테인먼트에 의해 발매되었다. 음반의 프로덕션은 커버데일, 페이지, 마이크 프레이저가 담당했다. 커버데일의 밴드 화이트스네이크 해체와 페이지의 밴드 레드 제플린의 재결합 시도 실패 이후, 존 칼로드너는 두 음악가의 협업 아이디어를 페이지에게 제안했다. 두 사람이 서로 만난 뒤 곧바로 곡을 쓰기 시작했으며, 이 곡들은 1991년과 1992년에 걸쳐 녹음되었다.
《Coverdale–Page》에 대한 평단의 반응은 대체로 엇갈렸다. 일부 음악 평론가들은 커버데일과 페이지의 협업이 각자의 밴드 스타일을 성공적으로 융합했다고 호평했으나, 다른 이들은 이를 이류 레드 제플린으로 간주하며 부정적인 평가를 내렸다. 특히 많은 이들이 커버데일과 로버트 플랜트를 비교하며 좋지 않은 반응을 보였다. 이 음반은 12개국에서 차트에 진입했으며, 영국에서는 4위, 미국에서는 5위를 기록했다. 미국과 캐나다에서는 플래티넘 인증을 받았다. 1993년 12월에 짧은 일본 투어 이후, 커버데일과 페이지는 결별하였다. 현재 재발매가 준비 중이며, 커버데일과 페이지는 재결합 가능성에 대해서도 논의한 바 있다.

## 배경
1990년 9월, Liquor & Poker World Tour를 마친 후, 보컬리스트 데이비드 커버데일은 음악계에서 한동안 물러나고자 밴드 화이트스네이크를 무기한 활동 중단하기로 결정했다. 한편 레드 제플린의 기타리스트 지미 페이지는 《Led Zeppelin Remasters》 작업에 매진하고 있었으며, 이를 계기로 보컬리스트 로버트 플랜트와 베이시스트 존 폴 존스와의 재결합에 대한 논의가 시작되었다. 처음에는 플랜트도 관심을 보였으나, "자신의 솔로 커리어에 해가 될 수 있다"는 우려로 결국 재결합 제안을 고사했다. 새로운 음악 작업을 원했던 페이지는 이후 새로운 협업 대상을 물색하기 시작했다. 마침 커버데일과 페이지가 모두 게펀 레코드 소속이었던 터라, A&R 임원이었던 존 칼로드너는 두 사람이 함께 작업해볼 것을 제안했다. 이 아이디어는 1991년 1월, 커버데일과 페이지에게 전달되었고, 두 사람은 과거 여러 차례 스쳐 지나가며 만난 적은 있었지만 깊은 친분은 없었다. 그럼에도 불구하고 양측 모두 협업에 흥미를 느꼈고, 이에 따라 만남이 성사되었다.
커버데일과 페이지는 1991년 3월 말 뉴욕 리츠칼튼 호텔에서 처음으로 만났다. 두 사람은 금세 좋은 분위기를 형성했고, 맨해튼을 함께 산책하던 중 행인들로부터 협업 중이냐는 질문을 받으며 교통을 멈출 정도의 관심을 끌기도 했다. 커버데일과 페이지는 우선 실제로 함께 곡을 쓸 수 있는지를 확인하며 천천히 프로젝트를 진행하기로 합의했다. 이후 두 사람은 커버데일의 거주지인 타호호에서 첫 번째 작곡 세션을 가졌고, 첫날 만에 공동 작업으로 첫 곡을 완성했다. 이후 곡 작업은 페이지의 제안에 따라 바베이도스로 옮겨 계속되었으며, 드러머 데니 카르마시와 베이시스트 리키 필립스가 합류해 곡들을 다듬었다. 이러한 리허설은 수개월간 이어졌다. 커버데일과 페이지는 1991년 5월, 리노에서 포이즌의 무대에 함께 올라 레드 제플린의 〈Rock and Roll〉 (1971년)을 공연하면서 처음으로 공식 석상에 함께 등장했다.

## 곡 목록
모든 곡들은 데이비드 커버데일과 지미 페이지에 의해 작사/작곡하였다.
| #   | 제목                               | 재생 시간 |
| --- | ---------------------------------- | --------- |
| 1.  | 〈Shake My Tree〉                  | 4:54      |
| 2.  | 〈Waiting on You〉                 | 5:16      |
| 3.  | 〈Take Me for a Little While〉     | 6:17      |
| 4.  | 〈Pride and Joy〉                  | 3:32      |
| 5.  | 〈Over Now〉                       | 5:24      |
| 6.  | 〈Feeling Hot〉                    | 4:11      |
| 7.  | 〈Easy Does It〉                   | 5:53      |
| 8.  | 〈Take a Look at Yourself〉        | 5:02      |
| 9.  | 〈Don't Leave Me This Way〉        | 7:53      |
| 10. | 〈Absolution Blues〉               | 6:00      |
| 11. | 〈Whisper a Prayer for the Dying〉 | 6:54      |

## 인증
| 국가                       | 인증     | 판매량/출하량 |
| -------------------------- | -------- | ------------- |
| 캐나다 (뮤직 캐나다)       | 플래티넘 | 100,000^      |
| 일본 (RIAJ)                | 골드     | 200,000       |
| 영국 (BPI)                 | 실버     | 60,000^       |
| 미국 (RIAA)                | 플래티넘 | 1,000,000^    |
| ^출하량을 기반으로 한 인증 |          |               |